# Делієве
Делі́єве (в минулому — Деліїв) — село Дубовецької сільської громади Івано-Франківського району Івано-Франківської області.

## Історія
1427 року власник села — шляхтич, придворний королеви Софії Гольшанської, майбутній галицький каштелян Ян Кола фундував в ньому парафіяльний костел, надав кошти для його утримання. Перед тим, в 1401 році, він заснував в селі римо-католицьку парафію. 
У податковому реєстрі 1515 року в селі документується піп (отже, уже тоді була церква), млин і 6 ланів (близько 150 га) оброблюваної землі.
Після окупації Західноукраїнської Народної Республіки поляками в 1919 році в селі був осередок ґміни Делєюв та постерунку поліції.

## Соціальна сфера
У 1975 році збудовано школу I-III ступенів, де навчаються учні Делієвого та сусідніх сіл: Лани, Бишів, Тумир, Кінчаки.
Також на території села працюють клуб, фельдшерський пункт та пошта, яка обслуговує 3 села (Лани, Делієве та Бишів).

## Сьогодення
В селі збудувала свинокомплекс українсько-данська компанія «Даноша». У 2015 році «Даноші» вдалося збільшити своє свиноматочне поголів'я до 14 тисяч голів завдяки тому, що свинокомплекс на 4000 свиноматок у с. Делієве Галицького району запрацював на повну потужність, і «Даноша» увійшла до трійки найпотужніших виробників свинини в Україні.